# Pappersspjut

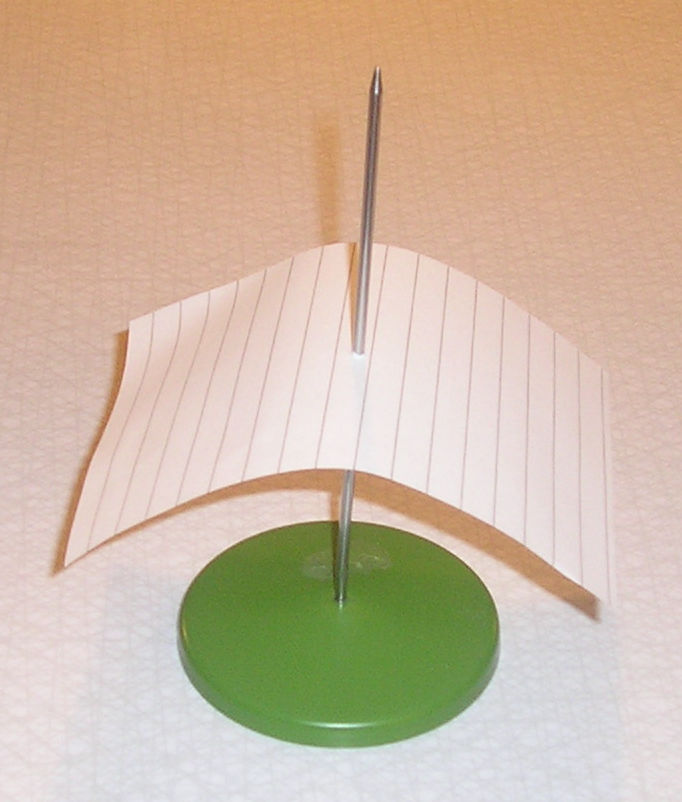
Pappersspjut med ett A6-papper på.

Ett pappersspjut är en kontorsvara avsedd att spetsa papper på. Ett pappersspjut består av en spetsig, cirka 15–20 centimeter lång metallsticka som sitter fast på en ofta rund bottenplatta. Hålet som uppstod i ett spetsat papper var förr ofta en indikator på att ett dokument hade gåtts igenom.